# Anyone But You
Anyone But You är en amerikansk romantisk komedifilm från 2023. Filmen är regisserad av Will Gluck och för manus har Gluck och Ilana Wolpert svarat.
Filmen hade biopremiär i USA den 22 december 2023 och i Sverige den 19 januari 2024.

## Handling
Filmen handlar om två före detta fiender från collegetiden som återförenas i samband med att de ska på ett gemensamt bröllop i Sydney.

## Rollista (i urval)
- Sydney Sweeney – Bea
- Glen Powell – Ben
- Alexandra Shipp – Claudia
- GaTa – Pete
- Hadley Robinson – Halle
- Michelle Hurd – Carol
- Dermot Mulroney – Leo
- Darren Barnet – Jonathan
- Rachel Griffiths – Innie
- Bryan Brown – Roger